# Dimorphanthera seramica
Dimorphanthera seramica là một loài thực vật có hoa trong họ Thạch nam. Loài này được Argent & Warwick mô tả khoa học đầu tiên năm 1989.